# Zaćmienie Słońca z 12 listopada 1966

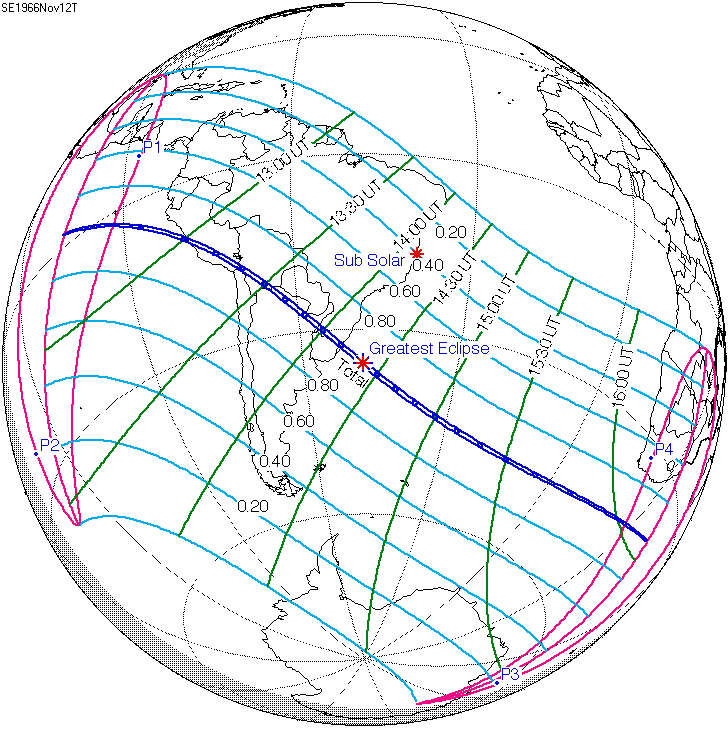
Przebieg zaćmienia

Zaćmienie Słońca z 12 listopada 1966 – całkowite zaćmienie Słońca o magnitudo 1,0234 z Księżycem przechodzącym przez węzeł zstępujący orbity. Zaćmienie było obserwowane przez załogę amerykańskiej misji Gemini 12, wystrzelonej dzień wcześniej. Konieczne do tego było wykonanie dodatkowej korekty orbity. Zaćmienie było 20. z 72 zaćmień w 142. cyklu Sarosa.

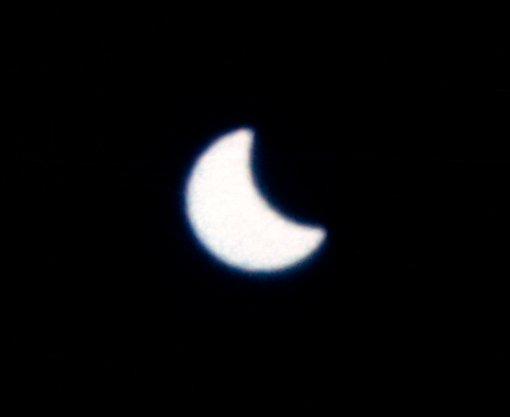
Zaćmienie sfotografowane z pokładu Gemini 12

Ścieżka zaćmienia przebiegała przez Ocean Spokojny, okolice Limy, dalej przez Chile, Boliwię, północno-zachodnią Argentynę, południowo-zachodni kraniec Paragwaju, i skraj Brazylii. Następnie cień Księżyca przesuwał się przez południowy Atlantyk. Zaćmienie zakończyło się na południe od RPA.
Gamma zaćmienia wynosiła -0,33. W miejscu największego zaćmienia, 35,6°S 48,2°W, trwało 117 sekund z kulminacją o godzinie 14:22:51 UTC. Szerokość pasa zaćmienia wynosiła 84,1 km.